# يوغلينا
الحِنْدِيْرة أو اليوجلينا أو اليوغلينا أو العُيَيْنِيَّة (بالإنجليزية: Euglena)‏ جنس كائنات وحيدة الخلية من مملكة الطلائعيات يشمل نحو 200 نوع تعيش في مياه البرك والمستنقعات العذبة. من فصيلة السوطيات. الاسم يوجلينا أو يوغلينا مشتق من كلمة إغريقية تعني الحدقة وذلك لحساسية البقعة العينية في اليوجلينا للضوء، والمصطلح العربي عيينية أو حنديرة ترجمة حرفية، حيث العيينة تصغير عين والحُنْدُرة هي حدقة العين.

## المسكن
تعيش اليوجلينا في مياه البرك والمستنقعات العذبة وعندما تتجمع بأعداد كبيرة يصبح لون الماء أخضر لأنها تحتوي على بلاستيدات خضراء.

## الشكل

رسم تخطيطي لبنية الحنديرة:
1- النواة
2- صانعات يخضورية
3- جسم باراميلوني
4- الفجوة القلوصة
5- الجسيم القاعدي
6- مستودع
7- السوط القصير
8- مستقبلة ضوئية
9- وصمة
10- السوط

تأخذ اليوجلينا شكلاً مغزلياً لوجود جدار خلوي رقيق غير سليلوزي لها طرف امامي غير مدبب وطرف خلفي مدبب يوجد في طرفها الأمامي قناة تسمى البلعوم يخرج من قاعدتها سوط وفي بعض الأحيان سوطين أحدهما طويل يساعد على الحركة والأخر قصير وعند قاعدة البلعوم وعلى أحد الجوانب توجد البقعة العينية ووظيفتها أنها حساسة لدرجة الإضاءة وتوجد فجوة منقبضة تعمل على التخلص من المواد الإخراجية، وتنظيم المحتوى المائي وتقع النواة في منتصف الخلية ويوجد في السيتوبلازم بلاستيدات خضراء قرصية الشكل تقوم بعملية البناء الضوئي المسئولة عن التغذية الذاتية.

## حركات
تتحرك اليوجلينا بحركتين ألا وهما:
- السريعة : تتحرك اليوجلينا عن طريق السوط حركة سريعة
- البطيئة : عن طريق ما يسمى الحركة اليوجلينية

## الغذاء
- تتغذى تغذية غير ذاتية : وفي الظروف الغير ملائمة عن طريق ارتشاف المواد العضوية عن طريق الجسم كله.

كما تتغذي تغذية ذاتية كاي نبات آخر بعملية التركيب الضوئي
التكاثر اللاجنسي
تتكاثر لاجنسيا بالانقسام الطولي في الطور الحر أو المكيس.
-تنقسم النواة انقسام اعتيادي ويتكون سوط اضافي.
-ينقسم السايتوبلازم طوليا تدريجيا لحين انفصال القسمين ليتكون فردان جديدان.

## الصفات الحيوانية
تمتلك اليوجلينا بعض الصفات الحيوانية مثل:
- وجود السوط للحركة
- وجود البقعة العينية الحساسة للضوء
- وجود الفجوة المنقبضة

## الصفات النباتية
- وجود البلاستيدات الخضراء.
- التغذية الذاتية بالبناء الضوئي.